# Synagoga w Sokołowie Małopolskim
Synagoga w Sokołowie Małopolskim – synagoga znajdująca się w Sokołowie Małopolskim przy ulicy Lubelskiej 5, róg ul. Kazimierza Wielkiego.
Synagoga została zbudowana w XIX wieku. Podczas II wojny światowej Niemcy  zdewastowali synagogę. Po zakończeniu wojny budynek przebudowano, dostosowując go na potrzeby domu kultury i muzeum regionalnego.
Murowany i orientowany budynek synagogi wzniesiono na planie prostokąta. Pierwotnie we wschodniej części znajdowała się główna sala modlitewna, a w zachodniej stronie przedsionek z babińcem na piętrze. Po remoncie budynku zatarto ten układ, wystrój zewnętrzny oraz zmieniono układ i kształt okien.